# Георгиевский собор (Канев)
Успенский (Георгиевский) собор — православный храм в Каневе, относящийся к древнерусской архитектуре домонгольского периода.
Собор во имя Святого Георгия был построен в 1144 году князем Всеволодом Ольговичем по типу шестистолпного крестовокупольного одноглавого храма, близкого по стилю киевским Кирилловской церкви и церкви Успения Богородицы Пирогощи. Фасады храма украшены рядом небольших ниш, некогда содержавших фрески. Фресками были украшены и выступающие порталы. На соборе относительно хорошо сохранились все черты древней архитектуры.
Помимо основного предназначения храм исторически служил убежищем для горожан при нападениях врагов. В марте 1678 года он был сожжён крымскими татарами и турками, когда в нём заперлись жители города. Долгое время строение стояло в руинах, первые восстановительные работы проведены в екатерининскую эпоху в 1781—1787 годах.
Современный облик в стиле классицизма с фронтонами и башнями храм приобрёл при перестройке в 1805—1810 годах. С 1833 года главный престол освящён в честь Успения Пресвятой Богородицы.